# David F. Wilber

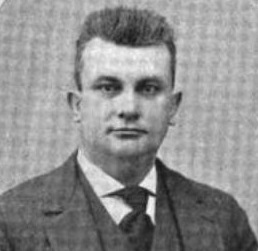
David Forrest Wilber

David Forrest Wilber (* 7. Dezember 1859 in Milford, New York; † 14. August 1928 in Upper Dam, Maine) war ein US-amerikanischer Politiker. Zwischen 1895 und 1899 vertrat er den Bundesstaat New York im US-Repräsentantenhaus. Der Kongressabgeordnete David Wilber war sein Vater.

## Werdegang
David Forrest Wilber wurde ungefähr zwei Jahre vor dem Ausbruch des Bürgerkrieges im Otsego County geboren. Er besuchte öffentliche Schulen. 1879 graduierte er am Cazenovia Seminary. Danach war er 1879 in Milford und 1880 in Oneonta im Hopfengeschäft tätig. Daneben ging er Immobiliengeschäften, landwirtschaftlichen Arbeiten und der Viehzucht nach. Er vertrat zweimal Oneonta im Bezirksrat vom Otsego County. Zwischen 1883 und 1896 war er Vizepräsident und Direktor der Wilber National Bank von Oneonta. Er war Trustee vom Cazenovia Seminary. Politisch gehörte er der Republikanischen Partei an.
Bei den Kongresswahlen des Jahres 1894 für den 54. Kongress wurde Wilber im 21. Wahlbezirk von New York in das US-Repräsentantenhaus in Washington, D.C. gewählt, wo er am 4. März 1895 die Nachfolge von Simon J. Schermerhorn antrat. Er wurde einmal wiedergewählt. Da er auf eine erneute Kandidatur 1898 verzichtete, schied er nach dem 3. März 1899 aus dem Kongress aus.
1903 wurde er US-Konsul in Barbados – ein Posten, den er bis 1905 innehatte. Danach war er zwischen 1905 und 1907 in Singapur, zwischen 1907 und 1909 in Halifax, zwischen 1909 und 1910 in Kōbe, zwischen 1910 und 1913 in Vancouver, zwischen 1913 und 1915 in Zürich, zwischen 1915 und 1921 in Genua und zwischen 1922 und 1923 in Auckland und Wellington als Generalkonsul tätig. Im Juni 1923 kehrte er nach Oneonta zurück, wo er wieder seinen Geschäften nachging. Zwischen 1924 und 1927 war er Mitglied im Republican State Committee. Er verstarb am 14. August 1928 in seinem Sommercamp in Upper Dam im Oxford County und wurde dann auf dem Glenwood Cemetery in Oneonta beigesetzt.